# Claisenův přesmyk
Claisenův přesmyk je chemická reakce sloužící k tvorbě vazeb uhlík-uhlík, při níž allylvinylether zahříváním iniciuje [3,3]-sigmatropní přesmyk za vzniku γ,δ-nenasycené karbonylové sloučeniny. Jedná se o první popsaný případ [3,3]-sigmatropního přesmyku. Touto reakcí se zabývalo několik studií.

## Mechanismus
Claisenův přesmyk je exotermní pericyklická reakce. Podle Woodwardových–Hoffmannových pravidel je suprafaciální. Kinetika odpovídá reakci prvního řádu, přeměna probíhá přes uspořádaný cyklický přechodný stav a je vnitromolekulární. Možnost mezimolekulárního mechanismu byla experimentálně vyloučena. Na průběh Claisenova přesmyku mají významný vliv vlastnosti rozpouštědla, v polárních rozpouštědlech probíhá rychleji. Použití rozpouštědel vytvářejících vodíkové vazby vede k nejrychlejšímu průběhu reakce; například ve směsi vody a ethanolu bývají rychlostní konstanty desetkrát vyšší než v sulfolanu. Trojvazné organohlinité sloučeniny, jako je trimethylhliník, také mohou urychlovat Claisenovy přesmyky.

## Varianty

### Aromatický Claisenův přesmyk
Prvním popsaným Claisenovým přesmykem byl [3,3]-sigmatropní přesmyk allylfenyletheru na meziprodukt 1, který se rychle tautomeroval na ortho-substituovaný fenol:
Regioselektivitu tohoto přesmyku ovlivňuje substituce do polohy meta. Pokud je například v poloze meta skupina snižující elektronovou hustotu (například bromid), tak řídí přesmyk do polohy ortho (71 % ortho produktu), zatímco skupina dodávající elektrony (jako je methoxy), jej řídí do polohy para (69 % para produktu). Přítomnost ortho-substituentů vede výhradně k para-substituovaným produktům.
Pokud je na pozici ortho či para návázána aldehydová nebo karboxylová skupina, tak se působením allylového vedlejšího řetězce odštěpí, přičemž se uvolní oxid uhelnatý nebo oxid uhličitý.

### Bellusův–Claisenův přesmyk
Bellusův–Claisenův přesmyk je reakce allyletherů, aminů a thioetherů s keteny za vzniku γ,δ-nenasycených esterů, amidů a thioesterů. Objevil ji D. Bellus v roce 1979 a využil k získání meziproduktu při syntéze pyrethroidového insekticidu. Při této reakci se často používají halogenované keteny (R1, R2), protože jsou silnými elektrofily. K odstranění vzniklých α-halogenesterů, amidů a thioesterů lze použít řadu různých postupů.

### Eschenmoserův–Claisenův přesmyk
Eschenmoserův–Claisenův přesmyk nastává při zahřívání allylalkoholů za přítomnosti dimethylacetalu N,N-dimethylacetamidu, produkty jsou γ,δ-nenasycené amidy. Tento postup vyvinul roku 1964 Albert Eschenmoser. Eschenmoserův-Claisenův přesmyk se možné používá během totální syntézy morfinu.
Mechanismus:

### Irelandův–Claisenův přesmyk
Irelandův–Claisenův přesmyk je reakce allylkarboxylátu se silnou zásadou (například diisopropylamidem lithným) za vzniku γ,δ-nenasycené karboxylové kyseliny. Meziproduktem je silylketenacetal vzniklý zachycením lithného enolátu chlortrimethylsilanem. Podobně jako výše popsaný Bellusův-Claisenův přesmyk probíhá při pokojové nebo vyšších teplotách. Z E--silylketenacetalů se tvoří anti a ze Z-reaktantů syn-produkty. Bylo popsáno mnoho případů enantioselektivních Irelandových-Claisenových přesmyků, při kterých byly použity například chirální borité reaktanty jako chirální pomocníci.

### Johnsonův–Claisenův přesmyk
Johnsonův–Claisenův přesmyk je reakce allylových alkoholů s orthoestery za vzniku γ,δ-nenascených esterů. Jako katalyzátory se používají slabé kyseliny, jako je například kyselina propionová. Reakce obvykle probíhá za vysokých teplot (100 až 200 °C) a může trvat 10 až 120 hodin.
Při zahřívání reakční směsi za účasti mikrovln a přítomnosti hexafluorokřemičitanu draselného nebo kyseliny propionové se vyznačuje mnohem rychlejším průběhem i lepší výtěžností.
Mechanismus:

### Fotochemický Claisenův přesmyk
Claisenův přesmyk aryletherů lze také provést jako fotochemickou reakci; přitom oproti ortho produktu tepelné reakce ([3,3]-přesmyku) vzniká též para produkt (výsledek [3,5]-přesmyku) i jiné izomery (například [1,3]- a [1,5]-produkty) a může dojít k odštěpení etherové skupiny a k tvorbě i alkyletherových produktů. Fotochemická varianta probíhá postupným mechanismem, kdy po radikálovém štěpení vazeb následuje tvorba nových vazeb, namísto pericyklického, což rozšiřuje spektrum použitelných substrátů a získatelných produktů. [1,3] a [1,5] fotochemické Claisenovy přesmyky jsou podobné fotochemickým Friesovým přesmykům arylesterů a podobných acylových sloučenin.

## Claisenovy přesmyky heterocyklických sloučenin

### Aza přesmyky
Iminiové ionty lze použít jako skupiny obsahující vazby pí.

### Oxidace chromem
Sloučeniny chromu mohou oxidovat allylalkoholy na α,β-nenasycené ketony s násobnými vazbami na opačné straně molekuly oproti poloze původní alkoholové skupiny; přeměna probíhá soustředěným mechanismem, i když se zde objevují mechanistické rozdíly, protože atom chromu má volné orbitaly d, čímž umožňuje, aby reakce proběhla s méně omezenou geometrií.

### Chenova–Mappova reakce
Chenova–Mappova reakce, také nazývaná jako [3,3]-fosforimidátový přesmyk nebo Staudingerova–Claisenova reakce, spočívá v použití fosfitu místo alkoholu a využívá výhody Staudingerovy reakce k jeho přeměně na imin. Následující Claisenův přesmyk je usnadněn tím, že dvojná vazba P=O je energeticky výhodnější než vazba P=N.

### Overmanův přesmyk
Overmanův přesmyk je varianta Claisenova přesmyku používaná k přeměně allyltrichloracetimidátů na allyltrichloracetamidy.
Overmanův přesmyk je možné použít na přípravu vicinoldiaminosloučenin z 1,2-vicinálních allyldiolů.

### Zwitteriontový Claisenův přesmyk
Na rozdíl od ostatních druhů Claisenova přesmyku, při nichž je nutné reakční směs zahřívat, probíhají zwitteriontové Claisenovy přesmyky za pokojové nebo i nižší teploty. Acylované amoniové kationty reagují velmi selektivně s Z-enoláty za mírných podmínek.

## Vpřírodních procesech
Enzym chorismátmutáza (EC 5.4.99.5) katalyzuje Claisenův přesmyk chorismátu na prefenát, který je meziproduktem biosyntézy fenylalaninu a tyrosinu.